# Article 22 de la Charte canadienne des droits et libertés
L'article 22 de la Charte canadienne des droits et libertés est un des articles de la Charte des droits de la Constitution du Canada qui touche aux droits relatifs aux deux langues officielles du Canada, l'anglais et le français. L'article 22 se préoccupe spécifiquement des droits politiques concernant les langues autres que l'anglais et le français.

## Texte
« 22. Les articles 16 à 20 n'ont pas pour effet de porter atteinte aux droits et privilèges, antérieurs ou postérieurs à l'entrée en vigueur de la présente charte et découlant de la loi ou de la coutume, des langues autres que le français ou l'anglais. »

— Article 22 de la Charte canadienne des droits et libertés